# Dolomiten
Die Dolomiten, italienisch Dolomiti, ladinisch Dolomites, sind eine Gebirgsgruppe der Südlichen Kalkalpen, werden aber auch den Südalpen zugerechnet. Die Dolomiten liegen zwischen Pustertal, Eisack, Etsch, Valsugana und Piave. Der gesamte Gebirgsstock gliedert sich in Grödner, Fassaner, Ampezzaner und Sextener Dolomiten.
Sie verteilen sich auf die italienischen Regionen Venetien und Trentino-Südtirol – zu etwa gleichen Teilen – auf die Provinzen Belluno, Bozen – Südtirol und Trient. Seit 2009 gehören Teile der Dolomiten zum UNESCO-Weltnaturerbe Dolomiten. Sprachlich ist die Region durch italienisch-, ladinisch- und deutschsprachige Gebiete charakterisiert.
Höchste Erhebung der Dolomiten ist die Punta Penia an der Marmolata mit 3343 Metern Höhe (siehe auch Liste der Dreitausender in den Dolomiten). Weitere bekannte Gipfel oder Massive sind die Civetta, der Monte Pelmo, der Antelao, die Drei Zinnen, die Sella, der Rosengarten, der Schlern, die Geisler und der Langkofel.

## Abgrenzung
Nach Alpenvereinseinteilung der Ostalpen (AVE) werden die Dolomiten im Norden durch das Pustertal, im Osten durch das Sextental, den Kreuzbergpass und Piave, im Süden wiederum durch den Piave, die Linie Feltre-Genebe/Enego und das Valsugana, und im Westen durch das Eisacktal begrenzt.
Die westlichen, zum Etschtal hin gelegenen Gebirgsgruppen der Fleimstaler Alpen und Vizentiner Alpen werden nach AVE nicht mehr zu den eigentlichen Dolomiten gezählt. Dafür umfasst diese Gruppe auch Berge bis zum südlichen Alpenrand, wie den Grappastock, die sonst entweder zu den Vizentiner oder den Belluneser Voralpen zählen. Von der AVE sind auch Berge und Täler östlich des Piave, wie Friauler Dolomiten, Val Montanaia, Cima dei Preti, Monte Duranno oder Col Nudo ausgeschlossen, die ein Teilgebiet des UNESCO-Weltnaturerbes Dolomiten sind.

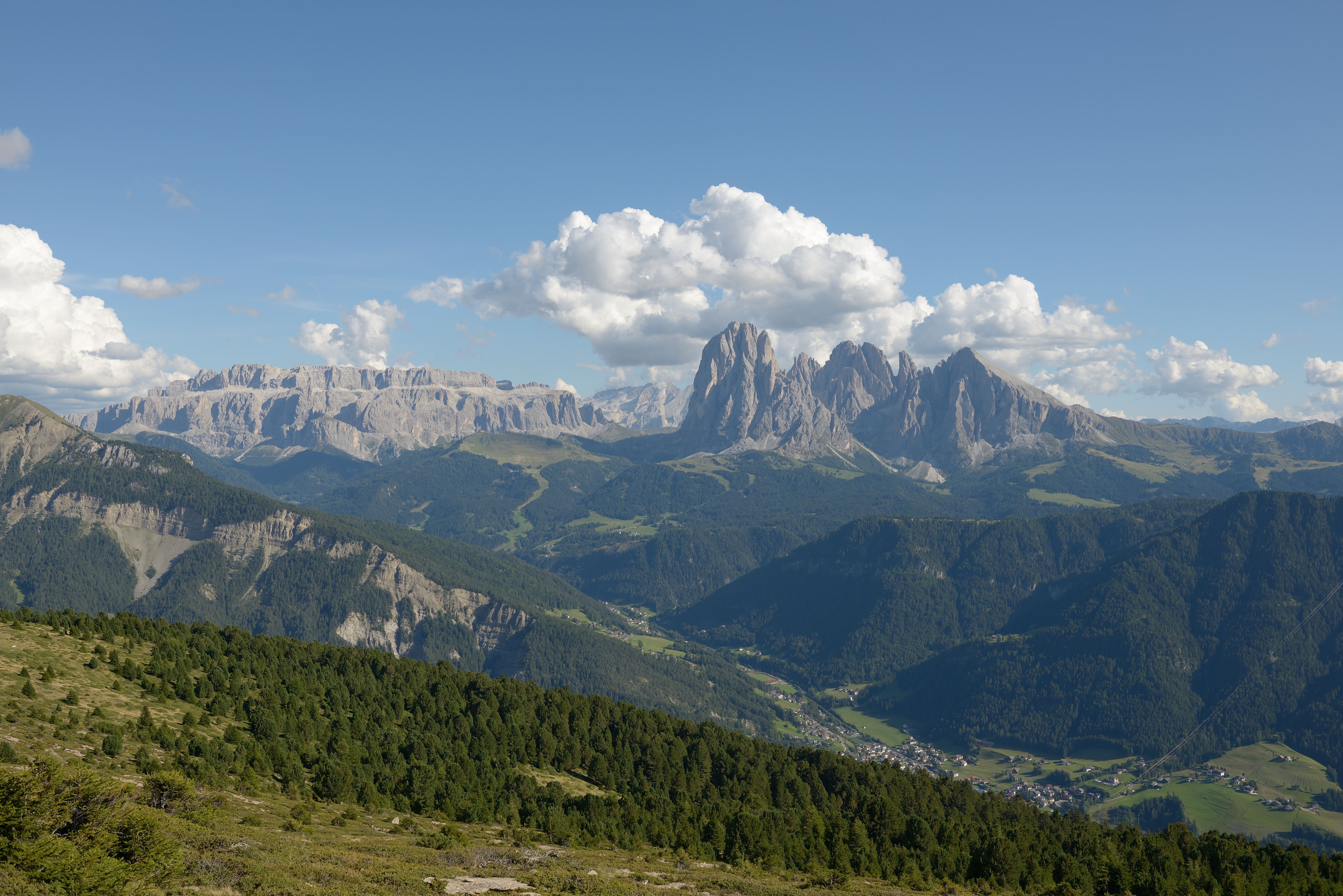
Dolomitenlandschaft in Gröden: rechts die Langkofel-, links dahinter die Sellagruppe.

Teilweise wird auch die ebenfalls zum Weltnaturerbe Dolomiten zählende Brenta westlich der Etsch als Dolomiti di Brenta, Brentaner Dolomiten bezeichnet, ebenso wie die Piccole Dolomiti, Kleinen Dolomiten in den Vizentiner Voralpen. Im Folgenden wird der Begriff auf die Berge zwischen Etsch und Piave beschränkt. Weder die nahen Lienzer Dolomiten, die Aroser Dolomiten noch die Unterengadiner Dolomiten gehören zu den hier beschriebenen Dolomiten: Sie sind nur aufgrund der morphologischen Ähnlichkeit so benannt, gehören aber zu anderen Deckensystemen.

## Gliederung
Die Dolomiten werden in diverse Gruppen unterteilt, diese können sich je nach Autor, Kulturkreis und Epoche unterscheiden. Die 1926 vorgestellte Partizione delle Alpi unterteilt die Dolomiten in Grödner und Fassaner Alpen, Marmolatagruppe, Ampezzaner und Cadorische Alpen sowie Valsuganer und Primörer Alpen. Sergio Marazzi unterscheidet in seinem 2004 vorgestellten SOIUSA-Vorschlag elf Gruppen mit einer großen Anzahl von Berggruppen, Stöcken, Zügen oder Kämmen. Aufgeführt sind drei Beispiele für die unterschiedliche Untergliederung der Dolomiten. Der Einfachheit halber wurde auf die Aufführung von Untergruppen verzichtet.
Unterteilung nach Ernst Höhne:
| - Ampezzaner Dolomiten - Bosconerogruppe - Civettagruppe - Fanesgruppe - Feltriner Dolomiten - Kreuzkofelgruppe - Langkofelgruppe | - Latemar - Marmarole - Marmolatagruppe - Monti del Sole - Palagruppe - Peitlerkofel-Plose-Gruppe - Pelmostock | - Pragser Dolomiten - Puez-Geisler-Gruppe - Rosengartengruppe - Schiara-Pramper-Tamer-Gruppe - Schlerngruppe - Sellagruppe - Sextner Dolomiten |

Unterteilung nach Johannes Führer:
| - Östliche Dolomiten - Ampezzaner Dolomiten - Bosconerogruppe - Civettagruppe - Fanesgruppe - Marmarolegruppe - Pelmostock - Pragser Dolomiten - Schiaragruppe - Sextner Dolomiten | - Westliche Dolomiten - Cimonegagruppe - Langkofelgruppe - Latemargruppe - Marmolatagruppe - Palagruppe - Puez-Geisler-Gruppe - Rosengartengruppe - Sellagruppe |

Unterteilung nach Sergio Marazzi (SOIUSA):
| - Östliche Dolomiten - Ampezzaner Dolomiten - Cadorische Dolomiten - Östliche Gadertaler Dolomiten - Pragser Dolomiten - Sextner Dolomiten - Zoldiner Dolomiten | - Westliche Dolomiten - Fassaner Dolomiten - Feltriner Alpen - Fleimstaler Alpen - Grödner Dolomiten - Palagruppe |

## Täler

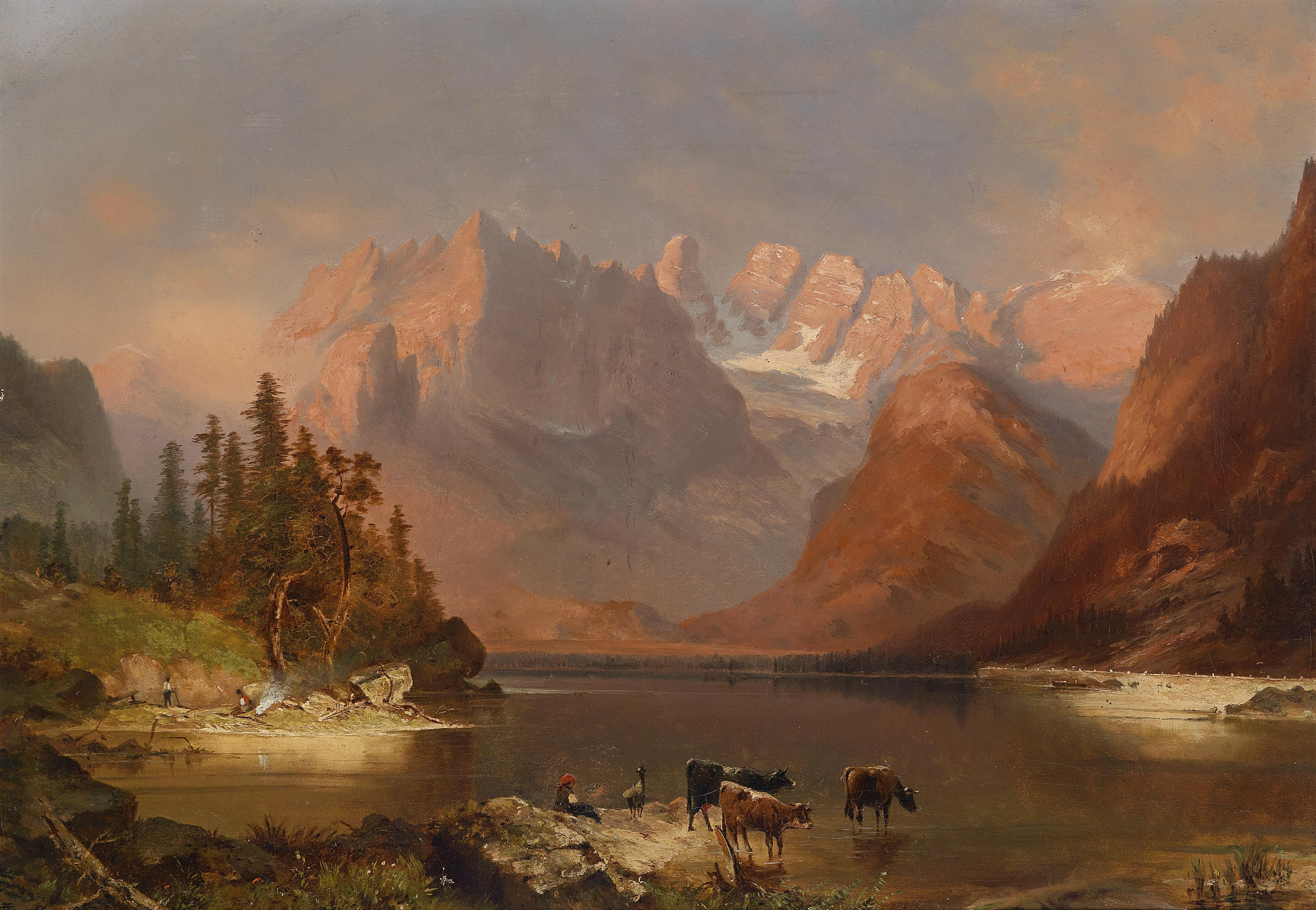
Blick auf den Dürrensee mit Cristallo-Gruppe in den Ampezzaner Dolomiten im Abendlicht, monogrammiert A. C., Öl auf Leinwand, 47 × 66,5 cm

Die Dolomiten werden im Westen durch das Eisacktal begrenzt. Nach Norden grenzen sie an das Pustertal, mit der Rienz, die bei Brixen ins Eisacktal mündet.
Westlich von Bruneck im Pustertal liegt der Eingang zum Gadertal (Val Badia), das nach Süden bis zum Sellastock führt. Über das Grödner Joch im Norden der Sella ist es mit dem Grödner Tal verbunden, das nach Westen zum Eisacktal führt. Südlich des Grödner Tals befinden sich das Gebiet der Seiser Alm und der Naturpark Schlern-Rosengarten.
Gröden und das Gadertal bilden gemeinsam mit Fodom und Fassatal sowie der Gemeinde Cortina d’Ampezzo Ladinien, wo noch die Ladinische Sprache gesprochen wird. Vom Pordoijoch südlich der Sella führt das Fodom nach Osten, das Fassatal hingegen nach Südwesten. Während das Fassatal durch den Oberlauf des Avisio gebildet wird, durchfließt dessen Unterlauf das Fleimstal und Cembratal bis zum Etschtal bei Trient (it. Trento), die Namensunterscheidung der drei Täler hat historische Gründe.
Weitere Seitentäler des Eisacktals sind das Lüsner Tal und das Villnößtal im Norden (zwischen Pustertal und Gröden), sowie das Tierser Tal südlich des Schlernmassivs, das zum Rosengarten führt und über den Nigerpass mit dem Eggental verbunden ist.
Das Eggental beginnt am Karerpass südlich des Rosengartens und führt ebenfalls nach Westen zum Eisacktal bei Bozen. Die Ostseite des Karerpasses führt ins Fassatal.
Weitere Seitentäler des Pustertals sind das Höhlensteintal und das Sextental. Das Höhlensteintal trennt die Pragser Dolomiten von den Sextner Dolomiten im Osten und führt zum Monte Cristallo hinauf. Das Sextental ist Teil der östliche Grenze der Dolomiten überhaupt. Über den Kreuzbergpass ist es mit dem östlichen Cadore und dem Tal der Piave verbunden.
Südlich des Cristallo liegt Cortina d’Ampezzo im Valle del Boite, dem westlichen Teil des Cadore, der ebenfalls zum Piave führt.
Das Valle Agordina ist der Unterlauf des Cordevole, der nach seiner Quelle am Pordoijoch zunächst das westliche Fodom durchfließt und südwestlich von Belluno in den Piave mündet. Das Valle Agordina wird im Westen von Marmolata und Pala sowie im Osten von der Civetta überragt. Östlich der Civetta liegt das Val di Zoldo, das bereits nördlich von Belluno das Tal des Piave (Valbelluna) trifft.

## Geomorphologie

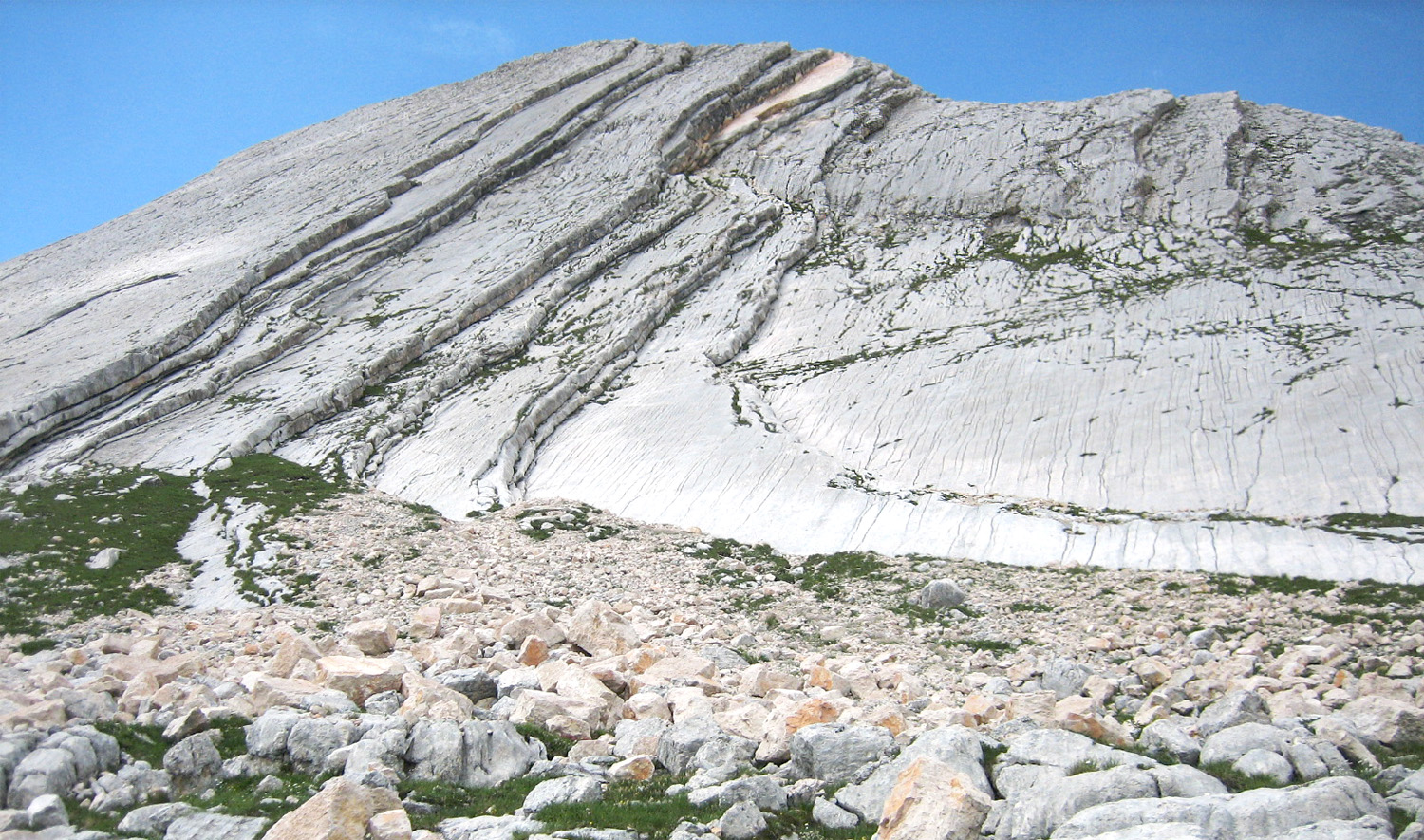
Gesteinsschichten am Seekofel

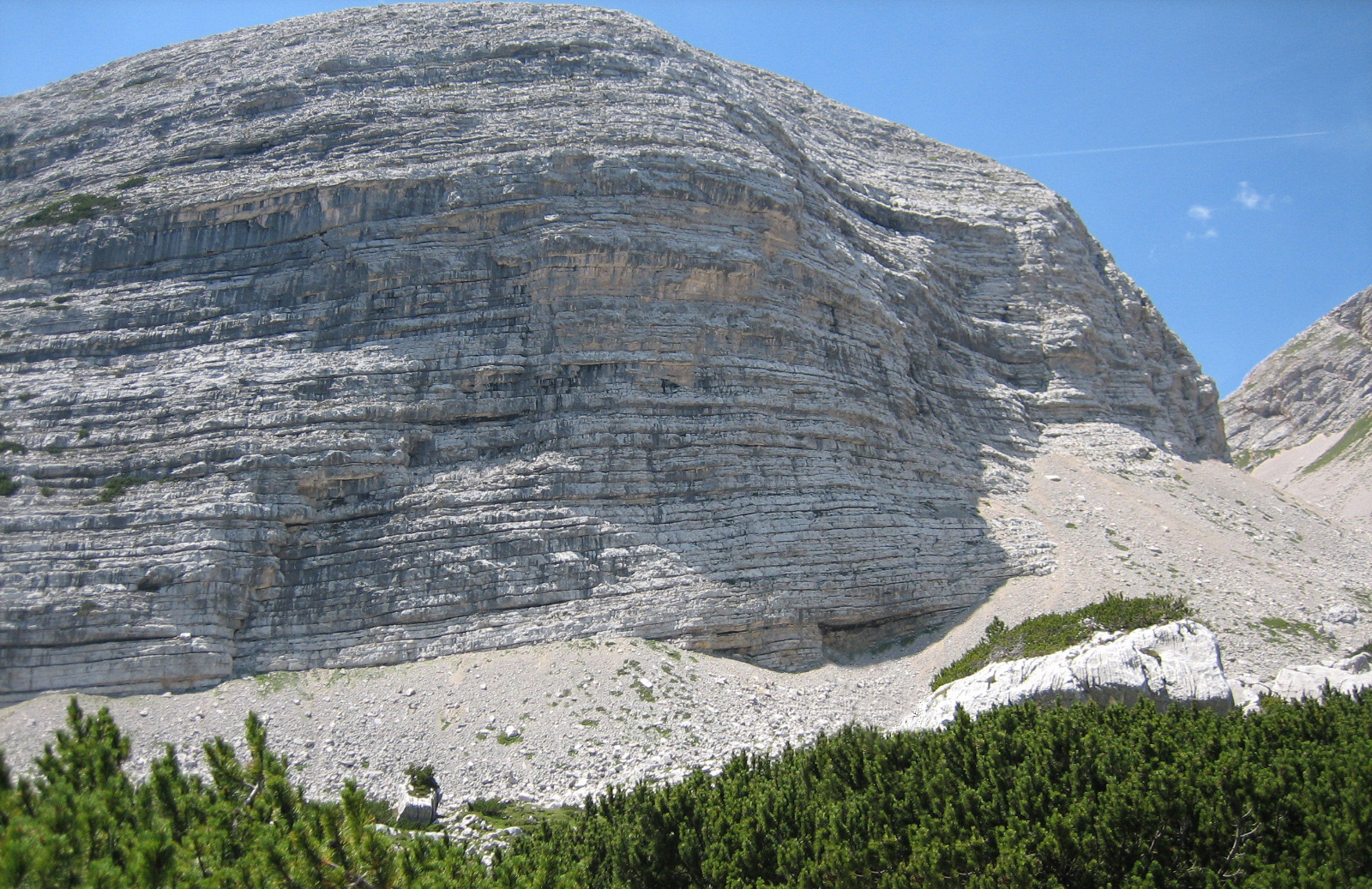
Gesteinsschichten auf der Fanes-Alm

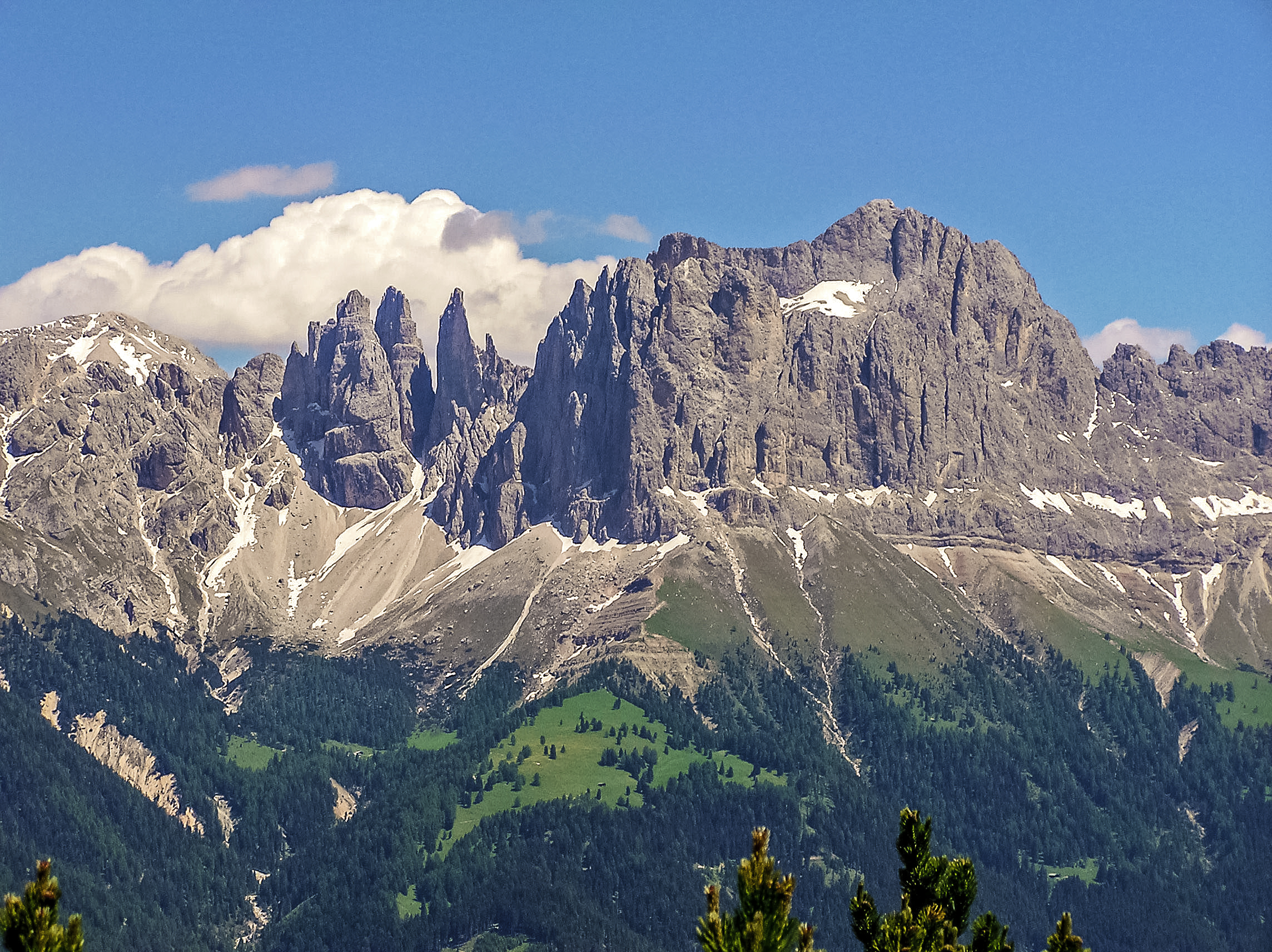
Rosengarten mit dolomitentypischer Gipfelbildung, vom Tschafon gesehen

Das Erscheinungsbild der Dolomiten ist durch steile Felsformationen geprägt, diese können erhebliche Ausmaße annehmen und wild zerklüftet sein. Dazwischen gibt es breite Täler und sanft gewellte Almen. Charakteristisch für die Dolomiten ist der abrupte Wechsel zwischen Almflächen und den darauf sitzenden steilen Riffen aus Kalkstein und Dolomit, was den Reiz und die Schönheit der Landschaft ausmacht. Die Riffe ragen zum Teil bis in eine Höhe von etwa 3000 bis 3200 m. Interessant ist hierbei eine deutliche Terrassierung bei etwa 2300 m (Schlern) und 2800 m (Sella-Massiv). Auch die Fanes-Hochfläche oder die Gardenaccia-Crespaina-Hochfläche zählen zu diesen Terrassen. Im Kontrast dazu stehen die stark zerklüfteten Massive wie etwa Langkofel, Sextner Dolomiten und Rosengarten. Ursachen dieser unterschiedlichen Erscheinungsformen sind u. a. der stark gegliederte Schichtaufbau (gut zu sehen an der Rosengarten-Westflanke), die abwechselnde Hebung und Senkung ganzer Gesteinsblöcke mit unterschiedlichen Überflutungsphasen (sichtbar z. B. am Sellastock) sowie das Aufbrechen der geschlossenen Formationen durch Magmagänge.
Gunther Langes beschreibt die Berggestalt der Dolomiten anschaulich wie folgt: „Die Dolomiten sind geologisch eine eigenartige und fremde Welt. Anders als die großen firn- und eisbedeckten Flächen der kristallinischen Urgesteinsalpen, aus denen kleine, dunkle Felsgipfel mit ihren durch Fels und Eis durchsetzten Flanken aufragen, bietet sich in den Dolomiten ein Bild, das in bunter, monumentaler und fast architektonisch geformter Art, in stürzenden und senkrechten Linien komponiert, Felsberge zeigt, deren Dolomit in weißer, silbergrauer oder rötlicher Farbe leuchtet, deren Gipfel nicht mit langgezogenen und gewundenen Graten verbunden sind, hingegen eine Vielheit von isolierten Bergspitzen, schlanken Türmen, gedrungenen Felsburgen, schmalen Mauerrücken und klotzigen Vorbauten darstellt.
Diese durch die atmosphärische Erosion meist stark modellierten Felsgebilde sind oft waagerecht gebändert und geschichtet, bilden Terrassen, Stufen, Bänder und Gesimse, die fast stufenartig den Gipfel zu tragen scheinen.“
Das Gebirge besteht zu großen Teilen aus Sedimentgestein, das vielerorts deutlich typische Schichtungen aufweist. Dazwischen sind auch Lagen aus versteinerten Korallenriffen zu finden, die in der Tethys der Trias gewachsen waren. Das namensgebende Gestein wird als Dolomit bezeichnet, dabei wird zwischen verschiedenen lithostratigraphischen Einheiten wie beispielsweise Schlerndolomit und auflagerndem Dolomia principale (Hauptdolomit) differenziert. Auch vulkanische Spuren (Eruptivgestein) lassen sich entdecken. So findet man im Latemar tiefe Einschnitte in den Hauptkamm – nur wenige Meter breit, aber bis zu 200 Meter tief –, an deren Grund dunkles und kissenartig abgerundetes Lavagestein zutage tritt. Der kleine Padonkamm zwischen Sella und Marmolata besteht zur Gänze aus Lavagestein. Gegen das Etschtal hin finden sich ganze Hochflächen aus Porphyr (Porphyrplateau von Bozen, die Fleimstaler Alpen und südlichen Sarntaler Alpen).
Da die erkaltete Lava wesentlich verwitterungsanfälliger ist als das umgebende Kalkgestein, sind diese Gebiete stärker abgerundet und weniger hoch. Sie bildet oft das Grundgestein der weiten Almen in den Dolomiten und ist zum Teil auch verantwortlich für die wilde Zerklüftung mancher Massive (etwa des Latemar).
Früher trugen einige Berggruppen noch nennenswerte Gletscher, der einzige noch existierende größere Gletscher ist der Marmolatagletscher.
Der Name der Dolomiten wie auch des Dolomitgesteins leitet sich von dem französischen Geologen Déodat de Dolomieu (1750–1801) ab. Bevor dieser das Dolomitgestein beschrieben hat, war die Bezeichnung Monti pallidi (‚bleiche Berge‘) verbreitet. Das eigentliche, von Dolomieu beschriebene Gestein beziehungsweise das darin enthaltene Mineral Dolomit macht jedoch nur einen kleinen Teil der Dolomiten aus. Es ist aufgrund des mitunter hohen Eisengehaltes gelblich gefärbt und findet sich u. a. im Bereich der Fanes, der drei Zinnen und des Rosengartens, erkennbar an der Gelbfärbung der senkrechten Wandabbrüche (geneigte Felspartien sind durch Verwitterung grau gefärbt). Die übrigen Gebiete bestehen hauptsächlich aus weißlich-grauen Kalksedimenten mit geringem Dolomit-Anteil, wie man sie auch in den nördlichen Kalkalpen findet. Wegen der ähnlichen Gesteinsstrukturen hat sich der Name im Sprachgebrauch auf die gesamten Dolomiten sowie auf das entsprechende Kalk-Sedimentgestein übertragen, die Unterschiede werden dann mit anderen Bezeichnungen differenziert (siehe oben).
Die lithostratigraphische Abfolge der Dolomiten (unvollständig):
Perm
- Bozener Vulkanitkomplex: Diese  Porphyre bilden in den gesamten Dolomiten das Grundgebirge. Der Komplex hat eine Mächtigkeit von 1000 bis 1300 Metern. Die Schwankungen bilden ein Paläorelief.[10]
- Grödner Sandstein-Formation: Diese Sandsteine sind kaum verwitterungsresistent und bilden daher flache Almen.
- Bellerophon-Formation: rund 200 m mächtig

Trias
- Werfener Schichten (zwischen 100 und 350 m) unterteilt in Seiser und Campiller Schichten
- Mendeldolomit, Sarldolomit
- Buchensteiner Schichten: wenige Zehnermeter bis rund 100 m mächtig
- Schlerndolomit: über 1000 m mächtig
- Wengen-Formation, Sankt-Cassian-Formation („weiche“ Beckenfüllungen zwischen den Riffen)
- Raibler Schichten: (bilden die markante „weiche“ Mittelschicht der Sella-Gruppe)
- Dachsteindolomit/Dolomia Principale

## Bevölkerung
Die Dolomiten bilden das Verbreitungsgebiet der Ladiner (vgl. Ladinische Sprache) und werden daneben von der Sprachgrenze zwischen Deutsch und Italienisch durchlaufen. Die Ladiner bewohnen vor allem die vier von der Sella ausgehenden Täler Gröden, Fassa, Buchenstein und Gadertal (Badia). In diesen Tälern sind die Ortschaften häufig in allen drei Sprachen benannt. Die Friauler bewohnen vor allem die Täler Val Vajont, Valcellina, Alta Valle del Tagliamento, Val Colvera und Alta Val Tramontina.

## Geschichte

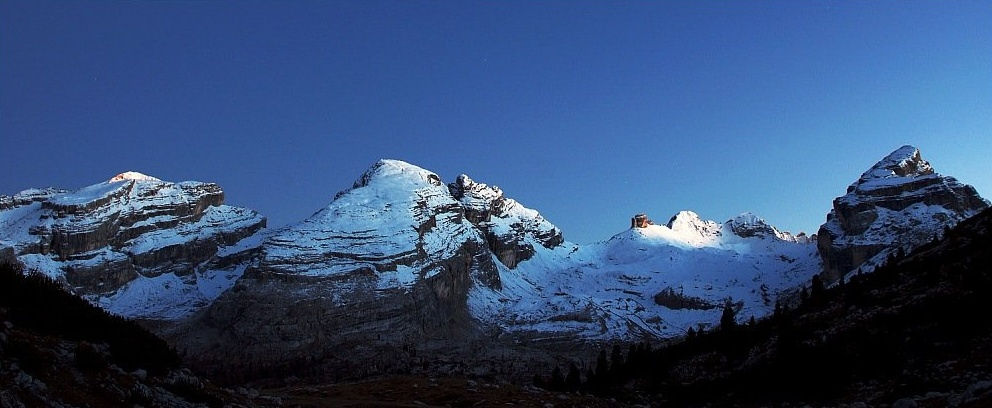
Das Gebiet der Fanes-Almen – Mittelpunkt zahlreicher ladinischer Sagen, wie der vom Reich der Fanes

Die Dolomiten gingen aus der Völkerwanderung als ladinisches Sprachgebiet hervor, wurden aber mit der Entstehung Tirols und der Eingliederung des Trentino in das Heilige römische Reich ab dem Mittelalter durch bajuwarische Siedler teilweise germanisiert, daneben stößt vom Süden her das Italienische vor.
Im 18. Jahrhundert wurden die Berge noch als „Bleiche Berge“ oder „monti pallidi“ bezeichnet. Der Name ‚Dolomiten‘ breitete sich aus, nachdem dem vorherrschenden Gestein der Name Dolomit gegeben worden war, zu Ehren des französischen Geologen Déodat de Dolomieu (1750–1801), welcher als erster dessen Zusammensetzung analysierte. (Siehe auch: Dolomit (Gestein)#Geschichte)
Durch die Dolomiten verlief während des ganzen hohen und späten Mittelalters sowie bis in die napoleonische Zeit die Grenze zwischen Deutschland beziehungsweise Österreich und Italien. Auch zwischen 1866 und 1918 verlief hier die österreichisch-italienische Grenze. Sie folgte im Wesentlichen der heutigen Provinzgrenze zwischen Trentino-Südtirol und Venetien, wobei aber das Buchenstein (also der oberste Teil des Cordevole-Tals) und Cortina österreichisch waren.
Während des Gebirgskriegs 1915–1918, als Italien auf Seiten der Entente im Ersten Weltkrieg kämpfte, war die Grenze Gebirgsfront. Es gelang den Italienern allerdings im Zuge ihrer Offensive nur, Cortina und Teile des Buchensteins zu besetzen, so dass die Front nach ihrer Stabilisierung etwa vom Passo San Pellegrino über Marmolata, Col di Lana, Lagazuoi, die Tofanen, Hohe Gaisl, Schluderbach, Monte Piana, Drei Zinnen und Paternkofel zum Kreuzbergsattel verlief. Vielerorts sind noch Kriegsspuren zu sehen, insbesondere der durch Sprengung zum Einsturz gebrachte Gipfel des Col di Lana.
Das Museum Gherdëina in St. Ulrich beherbergt eine reiche Sammlung zur Geschichte des Grödner Tals und der Dolomiten (u. a. Fossilien und Mineralien).

## Wirtschaft
Der größte Wirtschaftsfaktor der Region ist der ganzjährige Tourismus. Bekannte Orte sind Cortina d’Ampezzo, Rocca Pietore, St. Ulrich, Arabba, Wolkenstein, Corvara im Gadertal, San Martino di Castrozza im Primierotal und Canazei im Fassatal.
Die Almwirtschaft (hauptsächlich Viehzucht), die durch die einheimische Bevölkerung betrieben wird, ist mit ihren Traditionen zu einem bedeutenden Bestandteil des Fremdenverkehrs geworden, wiewohl ihre ursprüngliche Funktion als reiner Nahrungsmittellieferant inzwischen an Bedeutung eingebüßt hat. In einigen Orten der Dolomiten, hauptsächlich in Gröden, hat das Kunsthandwerk, insbesondere das Holzschnitzen, eine seit dem 16. Jahrhundert nachgewiesene Tradition und ist noch von hoher wirtschaftlicher Bedeutung.

## Alpinismus
Die Dolomiten bieten unzählige Wanderwege, besonders bekannt sind die Dolomiten-Höhenwege. Die Dolomiten bieten auch eine hohe Anzahl von alpinen Klettertouren in den unterschiedlichsten Schwierigkeitsgraden, aktuelle Kletterführer listen bis zu 500 Touren in den Dolomiten. Daher gehören die Dolomiten zu einem der beliebtesten Klettergebiete für Mehrseillängen-Routen. Dementsprechend lang und alt ist auch die Erschließungsgeschichte des Alpinismus. Bereits im Sommer 1863 bestieg Paul Grohmann die Tofana die Mezzo; Beatrice Tomasson stieg 1901 durch die noch unerschlossene Marmolada Südwand und den Schwestern Eötvös gelang eine stattliche Anzahl von Erstbegehungen. Angelo Dibona, Emilio Comici, Paula Wiesinger, Hans Steger und der legendäre Luis Trenker setzen Anfang des 20. Jahrhunderts neue Maßstäbe.

## Skigebiete

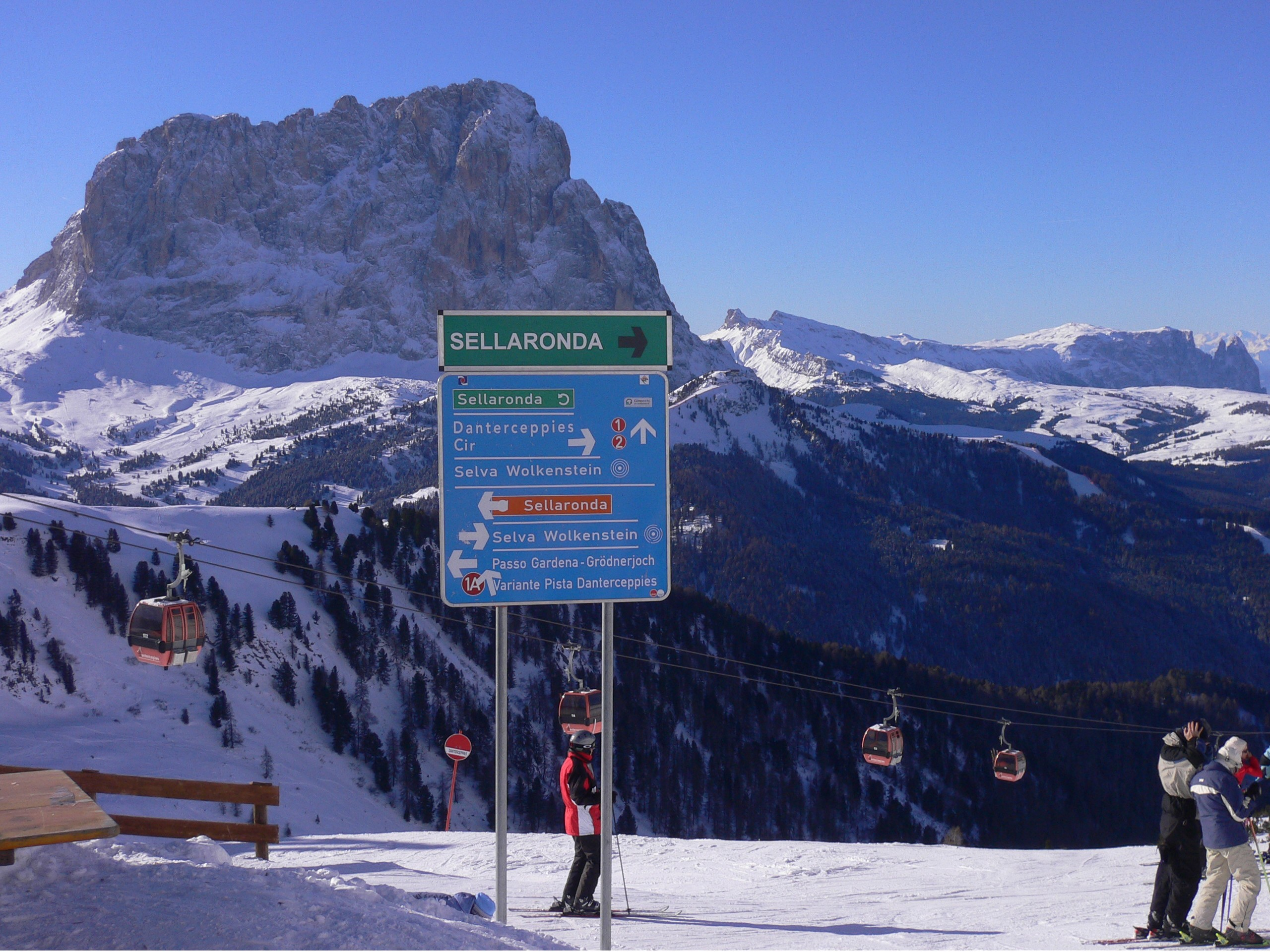
Sella Ronda, im Hintergrund der Langkofel (3181 m) mit der Seiser Alm und dem Schlern (2563 m)

Zwölf Skigebiete in den Dolomiten haben sich im Jahr 1974 zum Verbund Dolomiti Superski zusammengeschlossen. Er umfasst 460 Aufstiegsanlagen und über 1200 Pistenkilometer, die mit einem einzigen Skipass genutzt werden können. Herzstück des Liftverbundes sind die Sellaronda und die angrenzende Gardena Ronda.

## Bilder

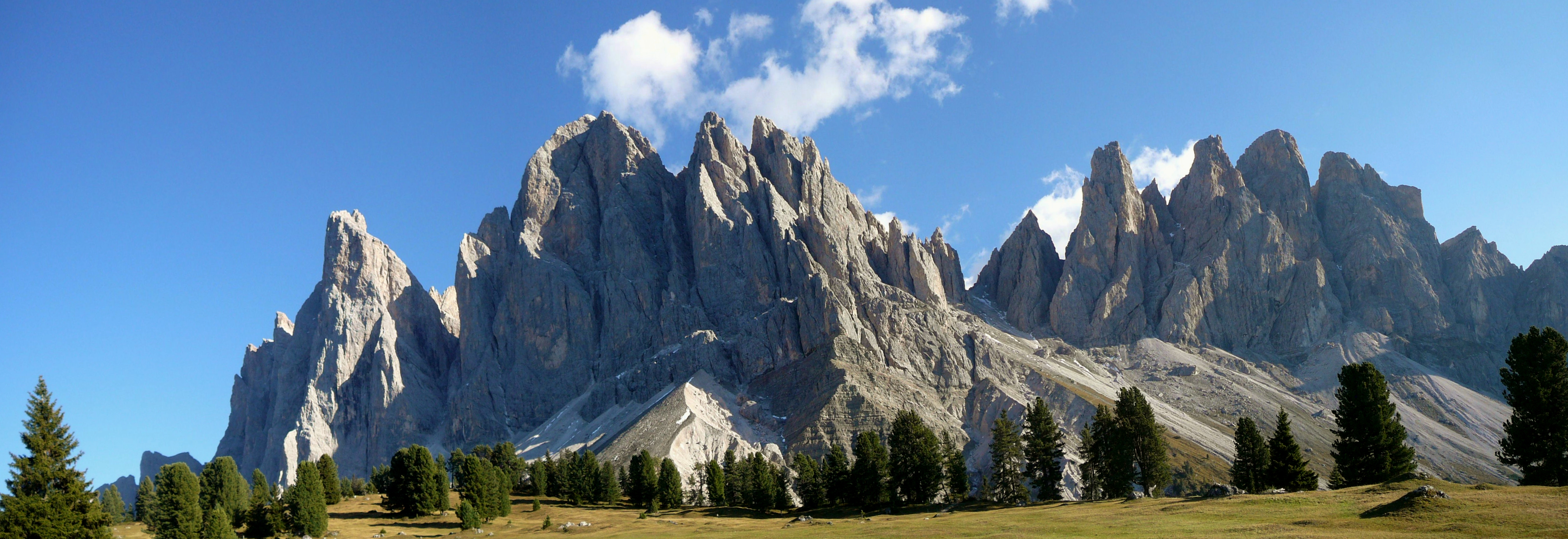
Geislerspitzen
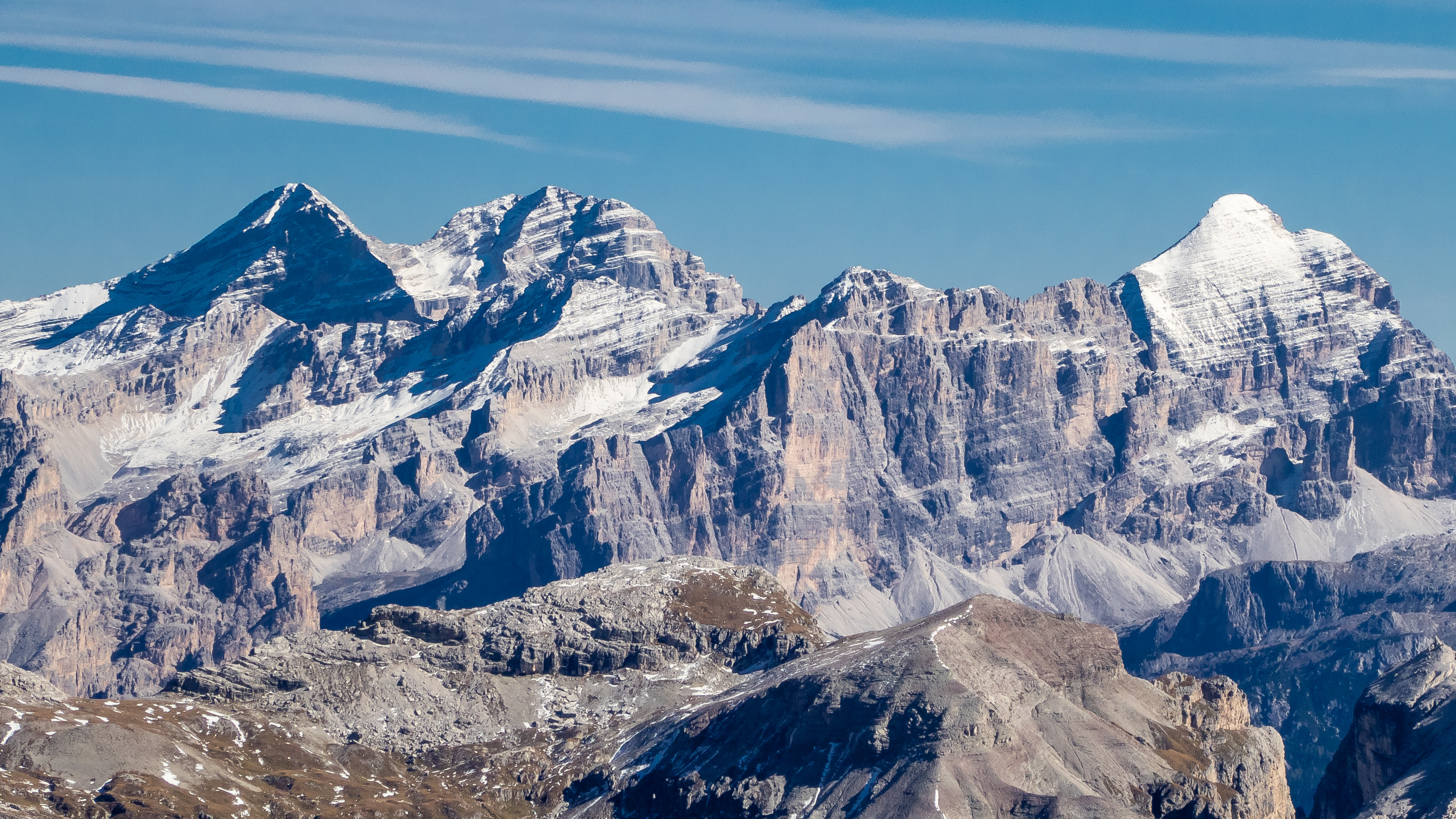
Tofane
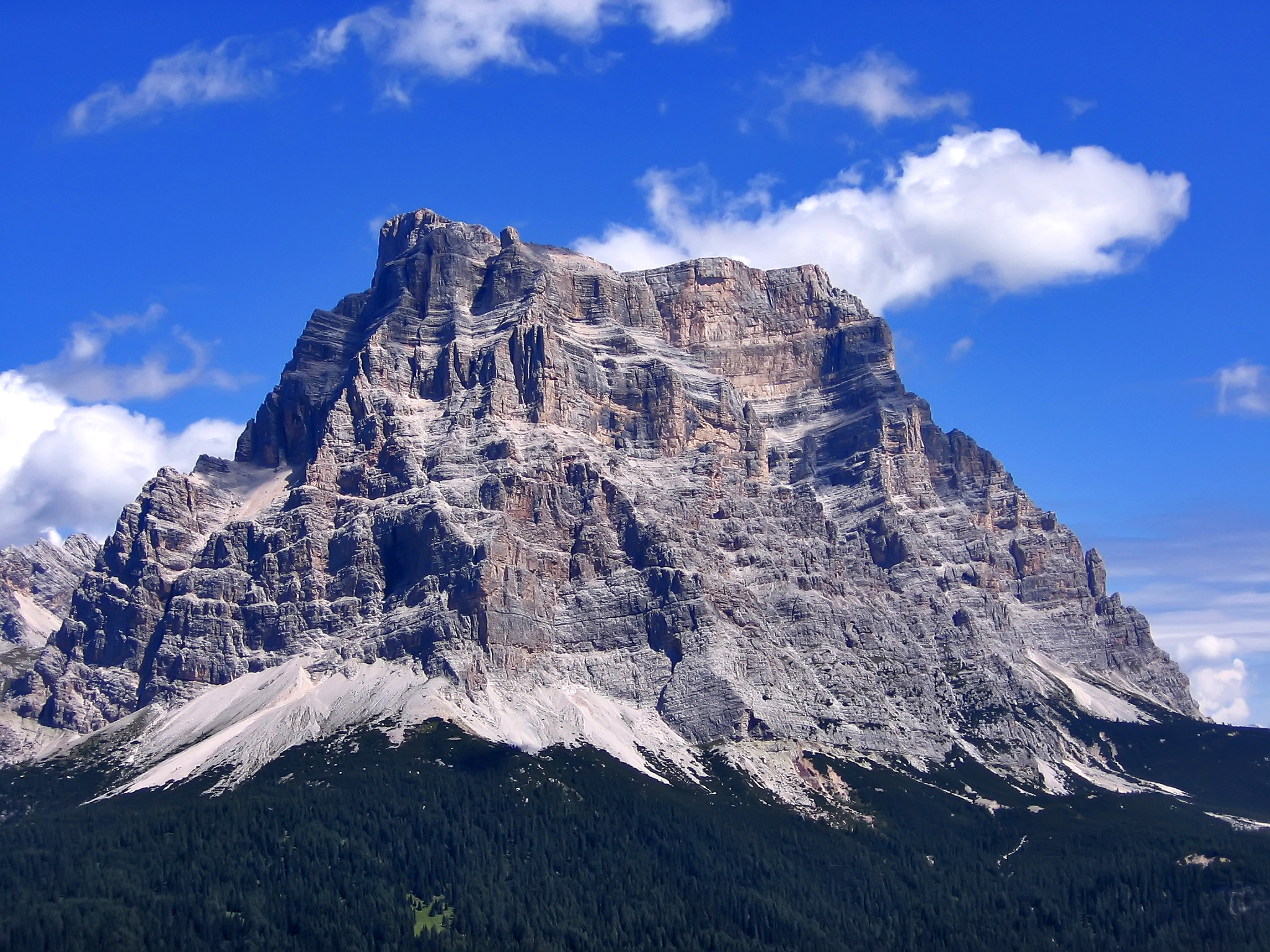
Monte Pelmo
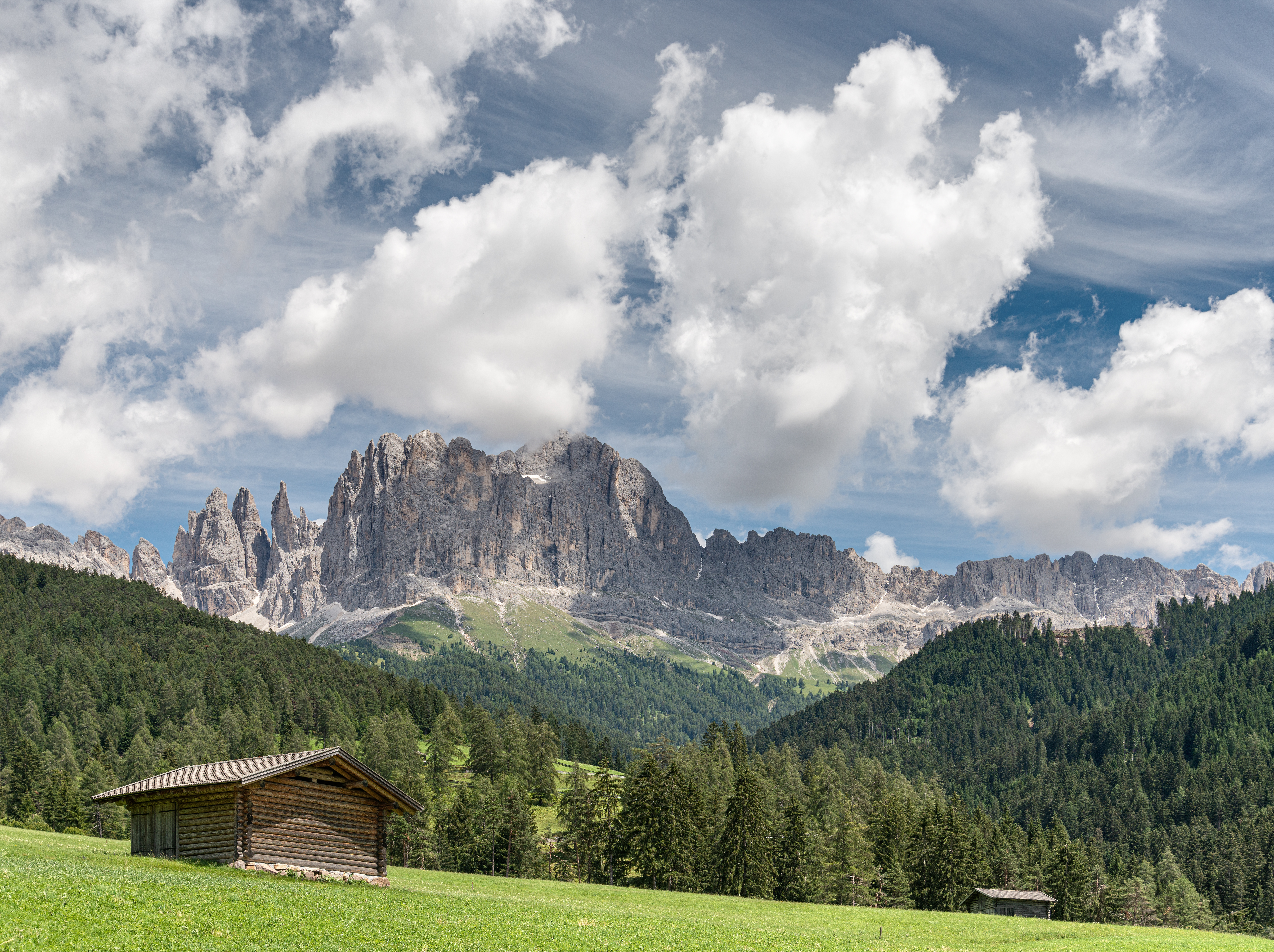
Rosengartengruppe
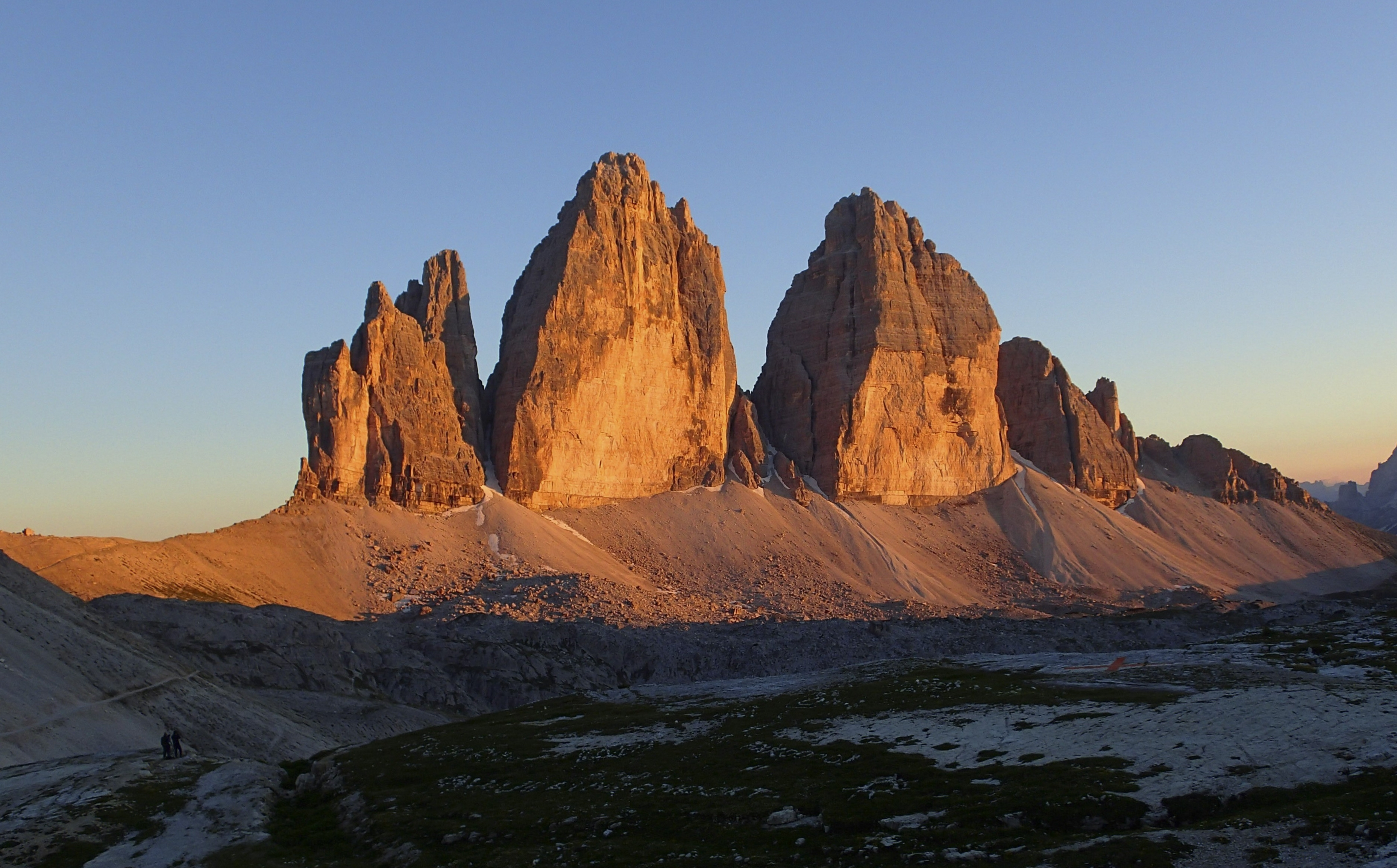
Drei Zinnen
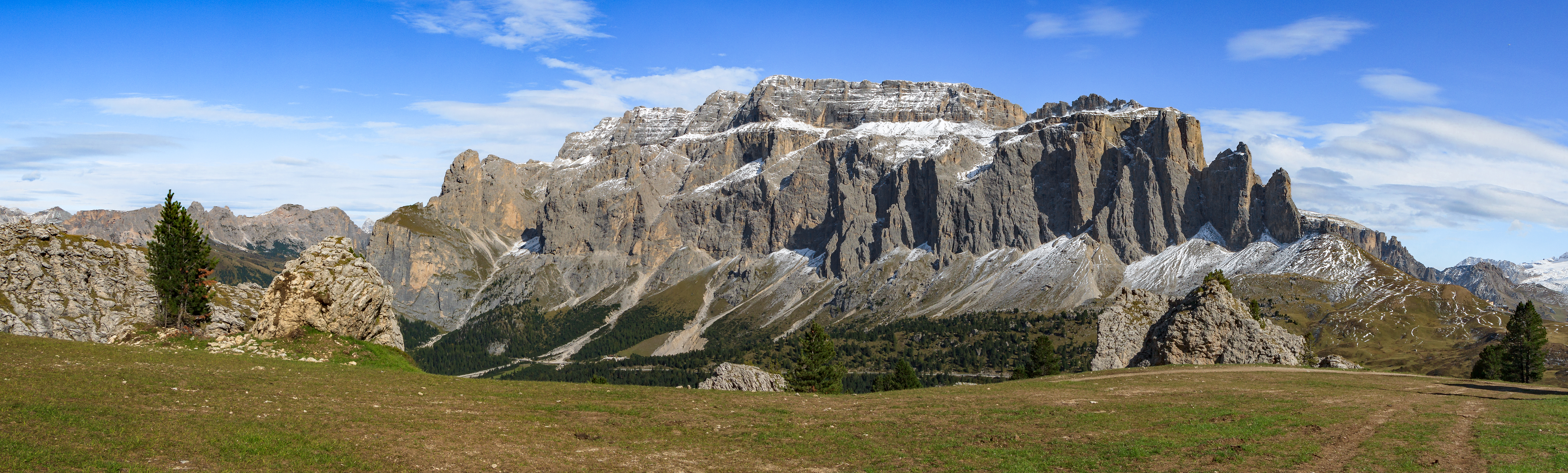
Sellagruppe
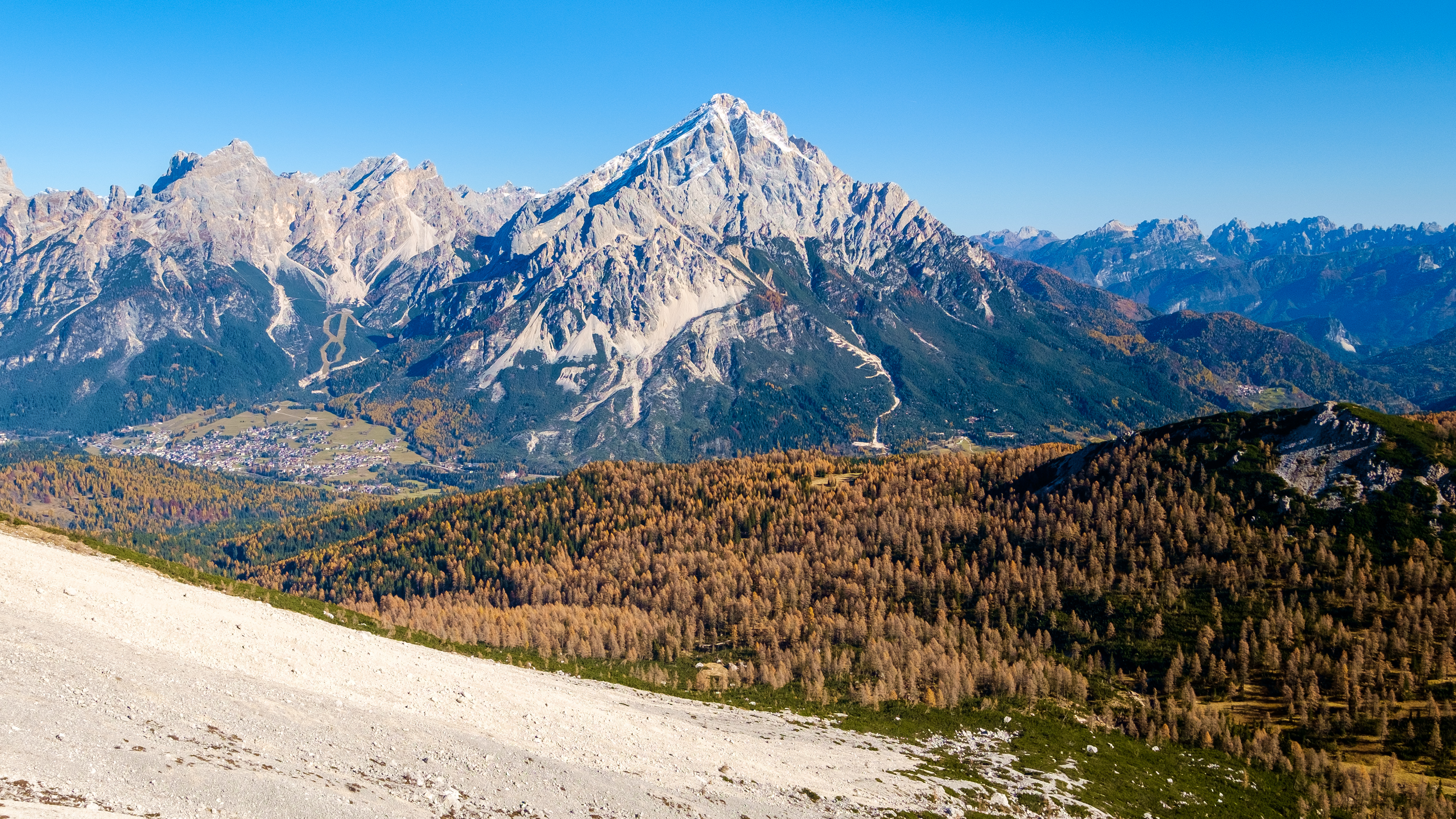
Antelao
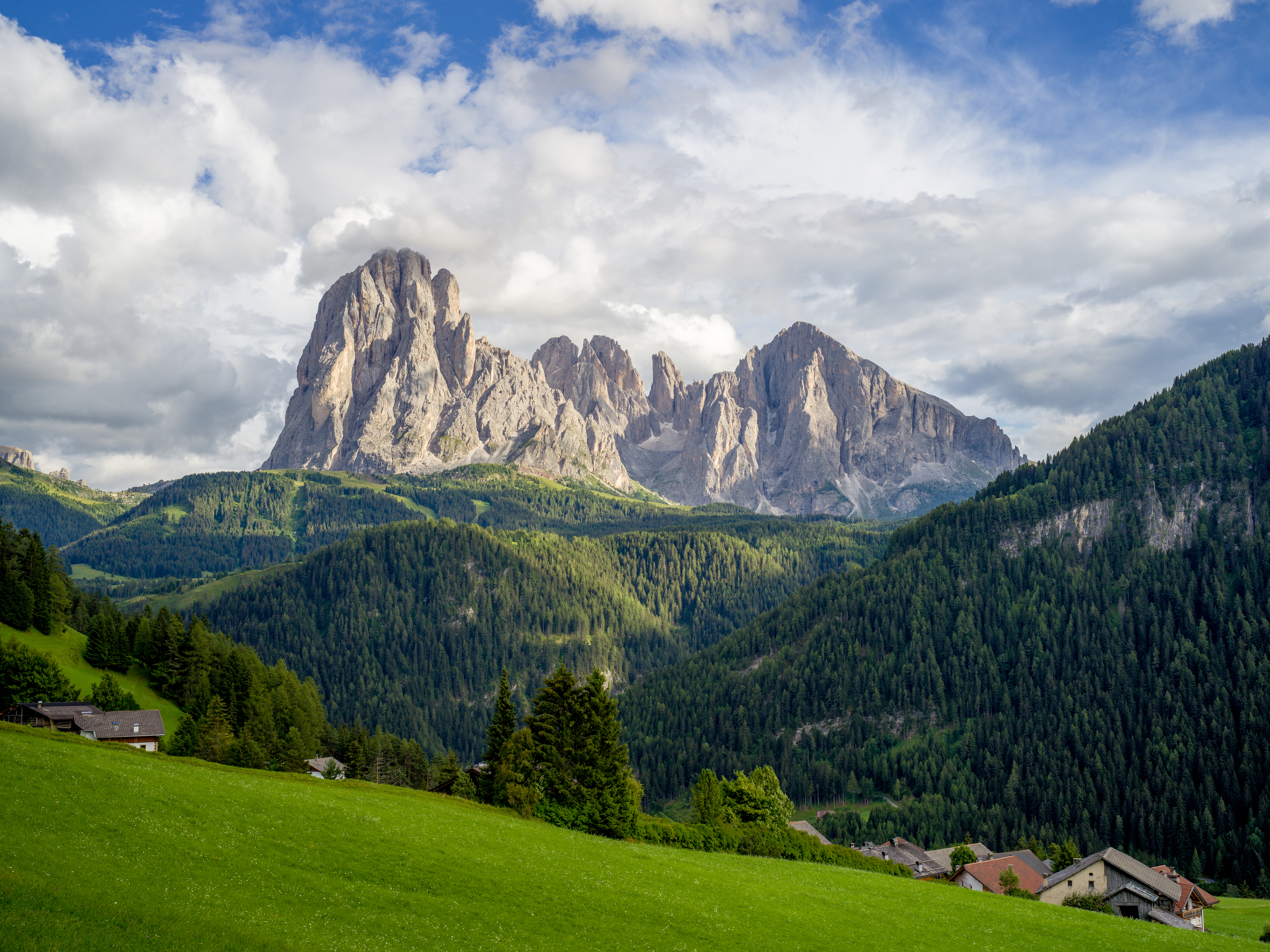
Langkofelgruppe
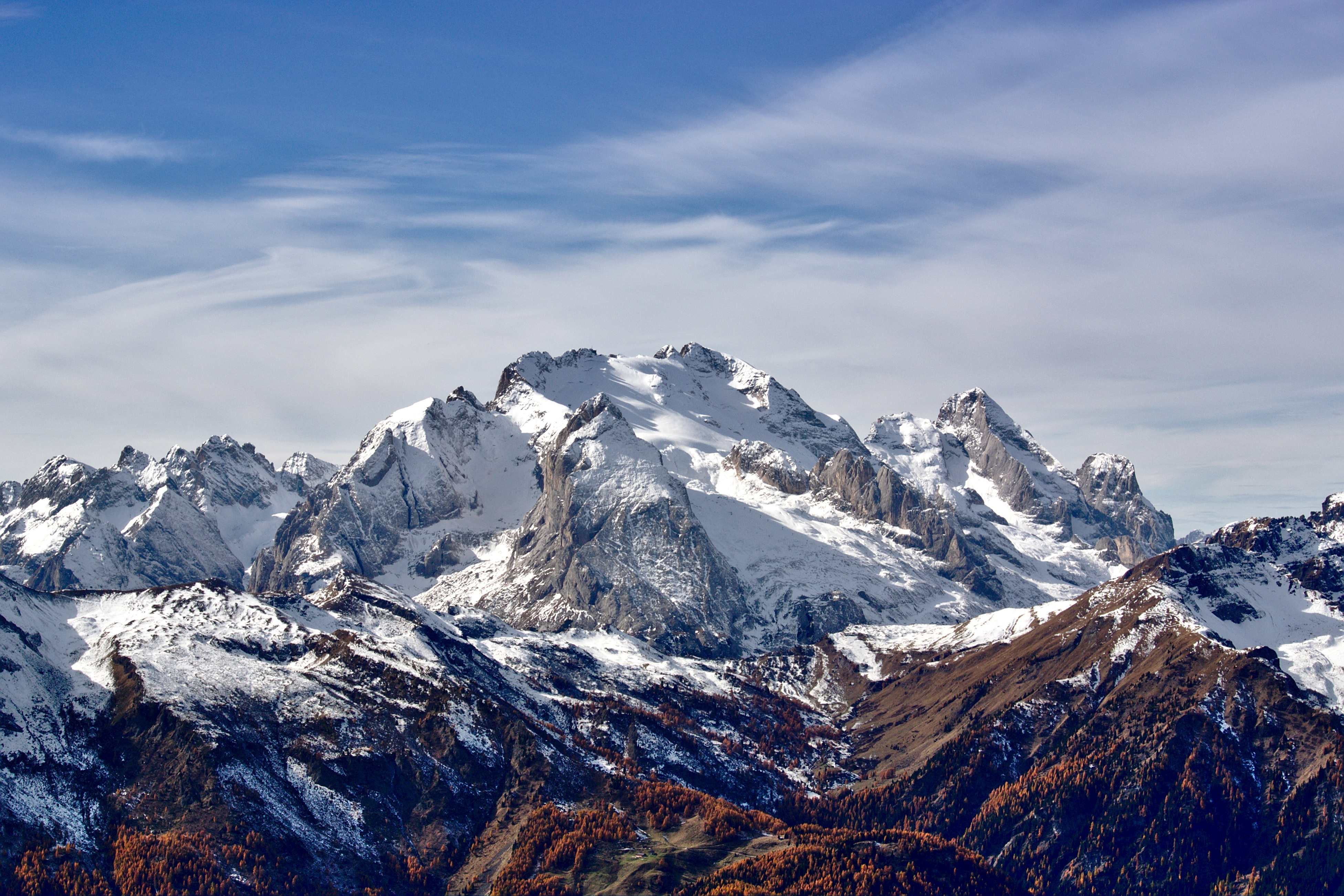
Marmolatagruppe